# Шигин, Борис Владиленович
Борис Владиленович Шигин (род. 24 декабря 1952, Балашов, Саратовская область) — российский поэт, журналист, бард, главный редактор пензенского литературного журнала «Сура» (с 2003), автор культурно-просветительского проекта «В русле „Суры“» (с 2004), лауреат премии Союза журналистов СССР им. В. А. Карпинского, премий Губернатора Пензенской области за достижения в области журналистики и литературы (1997, 2000, 2003), лауреат Всероссийской премии им. М. Ю. Лермонтова (2007, 2008, 2014, 2019), член Союза писателей России (с 2001), Заслуженный работник культуры Пензенской области, Заслуженный работник культуры РФ (2010).

## Биография и творческие занятия
В возрасте 3 лет с родителями переехал в Пензу. Окончил историко-филологический факультет Пензенского государственного педагогического института им. В. Г. Белинского, филолог. Работал в школе, служил в рядах Советской армии в ГДР. С 1976 по 2003 Шигин работал на Пензенской студии телевидения на должностях редактора передач для молодёжи, комментатора, зав. отделом, главного редактора авторских программ. Стал автором телепередач «В присутствии Пушкина», «Пензенская видеоэнциклопедия», «Тарханы с Тамарой Мельниковой», «Мой Лермонтов», «Семейное чтение». В качестве журналиста учился в Институте повышения квалификации Гостелерадио СССР в Москве. Лауреат Всесоюзных телевизионных фестивалей в Тбилиси, Баку, Львове. С 2003 года — главный редактор пензенского литературного журнала «Сура». Затем Борис Владиленович преподавал, стал инициатором и автором культурно-просветительской программы "В русле «Суры» и приложения к журналу "Библиотечка «Суры», организатором клубов «Берега» и «Поющие поэты» при журнале «Сура».
Стихи и песни начал писать  ещё в школе. Первая публикация Шигина состоялась в газете «За инженерные кадры» (1970). В 1990-е гг. он проявил себя как активный автор журнала «Сура». Его стихи публиковались в российских литературно-художественных журналах: «Русское эхо», «Волга-21 век», «Подъём», «Искатель», «Странник», «Дни и ночи», «Москва», «Простор», в США, Израиле и Германии. С 1999 — автор и ведущий радиопередачи «Свидание с авторской песней» на «Мост-радио» в Пензе.
В 2007 Шигин стал лауреатом Лермонтовской премии за культурно-просветительскую деятельность по формированию единого культурного пространства в Пензенской обл., в 2008 — за достижения в области литературы (номинация «Поэзия») и книгу «Пока решает третья Парка» (вышло уже два её издания), в 2014 — за рубрику «Под Лермонтовской звездой» в журнале «Сура». Борис Владиленович — лауреат Всесоюзных фестивалей авторской песни в Москве, Харькове, Калинине (Твери), Новокуйбышевске, Пензе. Был награждён большой золотой медалью Российского Фонда мира (за благотворительную деятельность в рамках международной программы «Русская инициатива»).
24 декабря 2012 в Пензенской филармонии состоялся большой концерт-чествование в честь 60-летия Б. В. Шигина. Ему была присвоена высшая награда Пензенской области — медаль «Во славу земли Пензенской». Он также был награждён почётным знаком «За заслуги в развитии г. Пенза». В день 55-летнего юбилея ГТРК «Пенза» Б. В. Шигин был награждён грамотой Губернатора и памятным знаком «Ласточка эфира».
В 2013 году статья о Шигине вошла в энциклопедию «Славу Пензы умножившие. Пензенская персоналия». В 2015-м удостоен премии Московского отделения Союза писателей РФ «Недаром помнит вся Россия» с вручением медали «М. Ю. Лермонтов. 1814—1841». В 2016 году вышла книга любовной лирики «По алфавиту». В 2017 — записан пятый песенный альбом (приложение к книге) «По алфавиту». В 2017 году статья о Б. В. Шигине вошла в Энциклопедический словарь «Выдающиеся деятели науки и культуры современной России» (Издательский дом «Энциклопедист-Максимум»). В 2020 году вышла книга «Свидание с авторской песней».
В 2021 году награждён медалью ордена «За заслуги перед Пензенской областью» (№ 205) и Золотым дипломом фестиваля «Золотой витязь» за книгу «Приходи ко мне иногда». В 2022 награждён Почётным знаком губернатора Пензенской области «За сохранение исторической памяти».
В 2022 году подписал письмо в поддержку российского военного вторжения на Украину.

## Сочинения
- Моим друзьям. — Пенза, 1992.
- Запечатлеть движения души. — Пенза, 1995.
- Девятый возраст. — Пенза, 1997.
- Новый ковчег. — Пенза, 2000.
- Стихотворения и песни. — Пенза, 2002.
- Я двух женщин люблю. — Пенза, 2007.
- Пока решает третья Парка. — Пенза, 2007.
- По алфавиту. — Пенза, 2016
- Свидание с авторской песней — Пенза, 2020.
- «Культурное гнездо» Пензы, или Как живётся «толстому» журналу в регионе. // Вестник Совета Федерации. — 2015. — № 6-7. — C. 134—137.

## Песенные альбомы
- Песни разных лет (1997).
- Мелодия души (2002).
- Пока горят костры (2002).
- Лучшие песни (2010).
- Не печалься (2012).
- По алфавиту (2017)